# Campeonato Europeo de Remo de 1910
El XVIII Campeonato Europeo de Remo se celebró en Ostende (Bélgica) en 1910 bajo la organización de la Federación Internacional de Sociedades de Remo (FISA).
En total se disputaron cinco pruebas diferentes, todas ellas en la categoría masculina.

## Resultados

### Masculino
| Evento                 | Oro | Plata | Bronce |
| ---------------------- | --- | --- | --- |
| Scull individual M1X   | Gaston Delaplane Francia | Moritz Stöckly · Suiza | Enrico Bruna Italia |
| Doble scull M2X        | Gaston Delaplane Francois Rocchesani Francia | Enrico Bruna Ercole Olgeni Italia | — |
| Dos con timonel M2+    | Guillaume Visser · Urbain Molmans · NC (t) · Bélgica | Mégrat Profit NC (t) Francia | — |
| Cuatro con timonel M4+ | Scipione Del Giudice Luigi Ermellini Mario Tres Brenno Del Giudice Giuseppe Mion (t) Italia                                                                                              | Guillaume Visser · Urbain Molmans · Gustave Wauters · Oscar Van Den Bossche · NC (t) · Bélgica                                                        | Francia |
| Ocho con timonel M8+   | Guillaume Visser · Urbain Molmans · Gustave Wauters · Georges Willems · Georges Van Den Bossche · Célestin Van den Noordgate · Edmond Vanwaes · Oscar Van Den Bossche · NC (t) · Bélgica | Ercole Olgeni Antonio Fontanella Arturo Piazza Enrico Bruna Giovanni Scatturin Agostino Wulten Edoardo Signoretto Aldo Bettini G. Graziade (t) Italia | Béla Bányai Antal Szebeny Miklós Szebeny György Szebeny Kálmán Jesze Sándor Hautzinger Róbert Éder Ferenc Kirchknopf Károly Koch (t) Hungría |

## Medallero
| Núm. | País    | Oro | Plata | Bronce | Total |
| ---- | ------- | --- | ----- | ------ | ----- |
| 1    | Francia | 2   | 1     | 1      | 4     |
| 2    | Bélgica | 2   | 1     | 0      | 3     |
| 3    | Italia  | 1   | 2     | 1      | 4     |
| 4    | Suiza   | 0   | 1     | 0      | 1     |
| 5    | Hungría | 0   | 0     | 1      | 1     |
|      | TOTAL   | 5   | 5     | 3      | 13    |